# رالف روتمان
رالف روتمان (بالألمانية: Ralf Rothmann)‏ (و. 1953  م) هو كاتب، وعامل بناء ألماني، ولد في شلسفيغ.

## جوائز
حصل على جوائز منها:
- Gerty Spies Award  [لغات أخرى]‏ (2017)[10]
- Arts and Culture Prize of German Catholics  [لغات أخرى]‏ (2014)[11]
- جائزة فريدرش هولدرلين [الإنجليزية]‏ (2013)[12]
- جائزة فالتر هازنكليفر  [لغات أخرى]‏ (2010)[13]
- Hans Fallada Prize [الإنجليزية]‏ (2008)
- جائزة ماكس فريش [الإنجليزية]‏ (2006)
- جائزة هاينريش بول (2005)
- Wilhelm Raabe Literature Prize [الإنجليزية]‏ (2004)
- German Literature Fund Grand Prize [الإنجليزية]‏ (2002)
- جائزة كاتب بلدة بيرغن  [لغات أخرى]‏ (1992)

## وصلات خارجية
- رالف روتمان على موقع IMDb (الإنجليزية)
- رالف روتمان على موقع مونزينجر (الألمانية)
- رالف روتمان على موقع ميوزك برينز (الإنجليزية)

- رالف روتمان في قاعدة بيانات الأفلام على الإنترنت